# ستيفاني هوروفيتز
ستيفاني هوروفيتز (بالبولندية: Stefania Horovitz)‏ هي كيميائية بولندية، ولدت في 17 أبريل 1887 في وارسو في بولندا، وتوفيت في 1942 في معسكر تريبلينكا في بولندا.